# مبارک‌شهر
مبارک‌شهر سابق مبارک‌آباد (تا سال ۱۳۹۲) یکی از شهرهای استان آذربایجان شرقی است که در بخش مرکزی شهرستان ملکان واقع شده‌است.

## موقعیت
مبارک‌شهر در سه کیلومتری شمال غربی شهرستان ملکان و دو کیلومتری شرق، اتوبان مراغه به میاندوآب واقع شده‌است. فاصله این شهر از تبریز (مرکز استان و بزرگ‌ترین شهر شمال غرب کشور) ۱۵۰ کیلومتر، از تهران (پایتخت کشور) ۶۵۶ کیلومتر و نیز از شهرستان بناب ۲۲ کیلومتر است.

## پیشینه و قدمت تاریخی
مبارک‌شهر با قدمتی طولانی، آبادی بزرگ و پررونقی در اطراف بخش ملک‌کندی (درحال حاضر شهرستان ملکان) و به نام داغ دیبی یولقونلو معروف بوده‌است. وجه تسمیه نام تاریخی آن به‌علت رویش انبوه درختچه یولقون در منطقه بوده که نام سه روستای منطقه از آن گرفته شده‌است. پیشینه تاریخی بخشی از ساکنان این آبادی به ایل اوتوزایکی (عدد ۳۲) بر می‌گردد که از قره‌باغ به ناحیه مهاجرت کرده‌اند که موسیقی و ادبیات آذربایجان مدیون این ایل است خورشید بانو (ناتوان) از شاعره‌های شهیر آذربایجان فرزند یکی از بزرگان این ایل است و این منطقه (که شامل مبارک‌شهر فعلی، و روستاهای یولقونلوی جدید و قدیم، احمدآباد، مجیدآباد، چپقلو وچند روستای شهرستان‌های همسایه و غیره) را برای سکونت برمی‌گزینند، چون این منطقه از طرفی به تپه‌های بلند و از طرفی به دریاچه اورمو وصل می‌شده و از نظر جغرافیایی و امنیتی و دفاعی سرزمینی مناسب به‌شمار می‌رفته‌است.
از آثار تاریخی این شهر می‌توان، تخت سلمان، مسجد سوخته (زمین فعلی احداث دارالقرآن)، اوچ قارداشلار (از بناهای به ثبت رسیده میراث فرهنگی) اشاره کرد.

## وضعیت اجتماعی
زبان مردم این شهر ترکی آذربایجانی است.
با توجه به وسعت تقریباً بزرگ این دیار و رسم و سنتی که از قدیم‌الایام بوده‌است و از آبا و اجداد مردمان این شهر برجای مانده‌است، این شهر شامل پنج محله بزرگ به نام‌های؛ خردابا، حاج ایمان، ورسللی، موسالی و کلانتری، است. البته با توجه به توسعه و پیشرفت شهر و انتخاب اسامی جدید، اثری از این نام‌ها بر روی تابلوهای شهر دیده نمی‌شود و شهرداری از اسامی جدید برای نامگذاری خیابان‌ها و معابر و… استفاده می‌کند.
شغل اکثر مردم در مبارک‌شهر کشاورزی و دامداری است. از محصولات مهم کشاورزی این شهر به انگور، میوه و غلات می‌توان اشاره کرد. اراضی کشاورزی و باغات که پیرامون شهر را فراگرفته‌اند شهر را چون نگینی در خود جای داده‌اند.
با توجه به وضعیت اقتصادی خوب مردم و نزدیکی به مرزهای غربی و استان‌های غربی کشور تجارت و بازرگانی به صورت فوق‌العاده‌ای در این شهر رایج است. از دیگر منابع درآمدی این شهر می‌توان به صنایع دستی چون فرش‌های دستباف اشاره کرد.

## تغییر نام
مبارک‌شهر در مورخه ۱۲/ ۸/۱۳۹۲ طبق مصوبهٔ هیئت وزیران و به امضای آقای اسحاق جهانگیری معاون اول دولت یازدهم به شهر تبدیل شد و نام قبلی آن یعنی «مبارک‌آباد» به «مبارک‌شهر» تغییر یافت.